# Sacqueboute
Pour les articles homonymes, voir Sacqueboute (homonymie).
La sacqueboute, ou saqueboute, ou saquebutte, ou saquebute, est un instrument de musique à vent, ancêtre du trombone.

## Description
La perce (la taille intérieure du tube) est plus petite que celle du trombone actuel, le pavillon est peu évasé et petit sur les instruments les plus anciens, et s'agrandit de plus en plus au fil du temps, jusqu'à devenir le trombone actuel.
La famille comprend :
- la sacqueboute soprano (très peu jouée) ;
- la sacqueboute alto, en mi bémol ;
- la sacqueboute ténor, en si bémol[2] ;
- la sacqueboute basse, en fa ou en mi bémol.

Le ténor est incontestablement le modèle le plus répandu. Il est couramment utilisé sur trois octaves et plus, étant également capable de la plus grande virtuosité, des nuances les plus extrêmes.

## Histoire

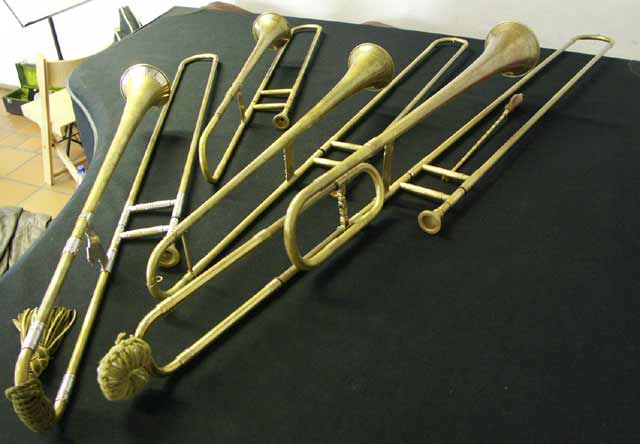
Quatre sacqueboutes.

La première mention du terme sacqueboute date du XVe siècle, mais son étymologie est incertaine : le nom serait dû soit à la contraction des verbes de l’ancien français sacquer et bouter signifiant respectivement tirer et pousser  soit à une analogie de forme avec une arme de guerre homonyme. La sacqueboute était jouée dans la musique religieuse et profane.
En réalité, cet instrument, dont on a retrouvé des gravures dès le XVe siècle, est très proche du trombone, ayant la même forme et fonctionnant sur le même principe. En Allemagne, ces deux instruments sont appelés par le même nom posaune. Le mot trombone vient d'Italie et s'est avec le temps imposé aux autres langues (en dehors des langues germaniques).
Son répertoire s'étend de la musique médiévale jusqu'à son apogée à Venise au siècle d'or, en même temps que son alter ego le cornet à bouquin. Ils étaient reconnus comme les instruments les plus aptes à imiter la voix humaine.  La sacqueboute est un des instruments incontournables de la Renaissance et des débuts du style baroque dans l'Europe entière. Sa période d'utilisation maximale se situe approximativement entre 1550 et 1650, principalement en Italie du nord, en Allemagne et en Espagne (et, dans une moindre mesure, en Angleterre et en France). Elle est fréquemment utilisée par des compositeurs tels que Giovanni Gabrieli, Claudio Monteverdi, Giovanni Castello, Giovanni Martin Cesare, Heinrich Schütz etc. La sacqueboute était également jouée dans les fêtes populaires. L'instrument est délaissé au début du XVIIIe siècle (Bach l'utilise en soutien des chœurs dans quatorze cantates) et trouve un nouveau souffle chez les classiques (Mozart et Haydn) qui lui confient le rôle de doublure de voix dans beaucoup de messes et oratorios ou des rôles de soliste comme dans le Tuba mirum du Requiem de Mozart
Le CD La sacqueboute (Ambroisie) par Les sacqueboutiers de Toulouse avec en invité Michel Becquet offre un excellent aperçu de son utilisation dans la première moitié du XVIIe siècle en Europe.
Par la suite, oubliée comme beaucoup d'instruments anciens, la sacqueboute est décrite par certains comme un instrument archaïque : « La saquebute, forme primitive du mélodieux trombone » (G. Lenôtre, 1917).